# کوین کروتو
کوین فلوریان ادموند ژان کروتو (متولد۱۰ ژوئن ۱۹۹۲) یک ژیمناست هنری مرد اهل موناکو می‌باشد که نماینده کشورش در مسابقه‌های بین‌المللی می‌باشد. وی در دو دوره مسابقات جهانی (۲۰۱۴ در نانجینگ، چین، و ۲۰۱۵ در گلاسکو، اسکاتلند)، شرکت کرد و برای بازی‌های المپیک تابستانی ۲۰۱۶ واجد شرایط شد.